# Timothy Maude
Timothy Joseph Maude (18 tháng 11 năm 1947 – 11 tháng 9 năm 2001) là một trung tướng của Quân đội Hoa Kỳ đã thiệt mạng trong Sự kiện 11 tháng 9 tại Lầu Năm Góc.
Maude là sĩ quan quân đội Hoa Kỳ cấp cao nhất thiệt mạng trong vụ tấn công và là sĩ quan Quân đội Hoa Kỳ cấp cao nhất thiệt mạng do hành động của nước ngoài kể từ cái chết của Trung tướng Simon Bolivar Buckner Jr vào ngày 18 tháng 6 năm 1945, trong Trận Okinawa trong Thế chiến II. Ông đã phục vụ với tư cách là Phó Tham mưu trưởng Quân đội Hoa Kỳ về Nhân sự và đang tham dự một cuộc họp khi Chuyến bay 77 của American Airlines đâm vào phía tây của Lầu Năm Góc. Văn phòng của ông chỉ vài ngày trước đó đã được chuyển đến khu vực mới được cải tạo gần nhất của Lầu Năm Góc.

## Tiểu sử

### Đời sống ban đầu
Maude sinh ra tại Indianapolis, Indiana, vào ngày 18 tháng 11 năm 1947. Ông gia nhập Quân đội Hoa Kỳ với tư cách là lính nhập ngũ vào ngày 21 tháng 3 năm 1966, khi ông mười tám tuổi. Ban đầu, ông dự định trở thành một linh mục và tốt nghiệp Trường Latin Indianapolis, một trường trung học Công giáo La Mã, nhưng đã nhận được lệnh của mình với tư cách là thiếu úy sau khi hoàn thành Trường Ứng viên Sĩ quan vào tháng 2 năm 1967. Ông đã lấy bằng Cử nhân Nghệ thuật về quản lý từ Đại học Golden Gate và bằng Thạc sĩ Quản trị Công từ Đại học Ball State.

### Sự nghiệp
Sau khi được giao nhiệm vụ phục vụ, Maude đã tham chiến một năm trong Chiến tranh Việt Nam. Sau này, ông phục vụ ở Hoa Kỳ, Tây Đức và Hàn Quốc. Nhiệm vụ của ông bao gồm:
- Phó Tham mưu trưởng phụ trách Quản lý Nhân sự và Cơ sở, Quân đoàn Hoa Kỳ số Bảy, còn được gọi là Quân đội Hoa Kỳ Châu Âu ( USAREUR ) với Quân đoàn số Bảy.
- Phó Tham mưu trưởng phụ trách về Nhân sự.

Maude được điều động đến Washington, DC vào tháng 8 năm 1998 và được Bộ trưởng bộ Quốc phòng William S. Cohen của Tổng thống Clinton đề cử làm Phó Tham mưu trưởng phụ trách về Nhân sự vào tháng 5 năm 2000.
Ông bắt đầu chiến dịch tuyển dụng quân đội "Army of One", chủ yếu sử dụng quảng cáo trên truyền hình và internet. Ông đã làm chứng trước Quốc hội Hoa Kỳ về sự cần thiết phải đạt được các mục tiêu tuyển dụng để hoàn thành các nhiệm vụ của Quân đội Hoa Kỳ. Vào tháng 9 năm 2001, ông tuyên bố rằng chiến dịch đang thu hút thêm nhiều tân binh. Vào ngày 4 tháng 9 năm 2001, có báo cáo rằng Quân đội Hoa Kỳ đã đạt được mục tiêu sớm đối với những người lính đang tại ngũ và rằng Lực lượng Dự bị Quân đội Hoa Kỳ và Lực lượng Vệ binh Quốc gia Quân đội Hoa Kỳ sẽ đạt được mục tiêu của họ vào cuối tháng.

### Quan điểm về đồng tính
Maude là người đã chỉ ra sai lầm trong chính sách Không hỏi, không nói và các vấn đề liên quan đến vấn đề LGBT. Khi Binh nhất Barry Winchell bị Calvin Glover sát hại vì có tin đồn rằng Winchell là người đồng tính, Maude là một trong những nhà lãnh đạo quân đội đã gặp mẹ của Winchell, bà Patricia Kutteles. 
C. Dixon Osburn, giám đốc điều hành của Mạng lưới Bảo vệ Pháp lý cho Quân nhân, cho biết trong một thông báo: "Trung tướng Maude đã đóng vai trò quan trọng trong việc phát triển và triển khai các chương trình quan trọng liên quan đến quân nhân LGBT."

## Cái chết

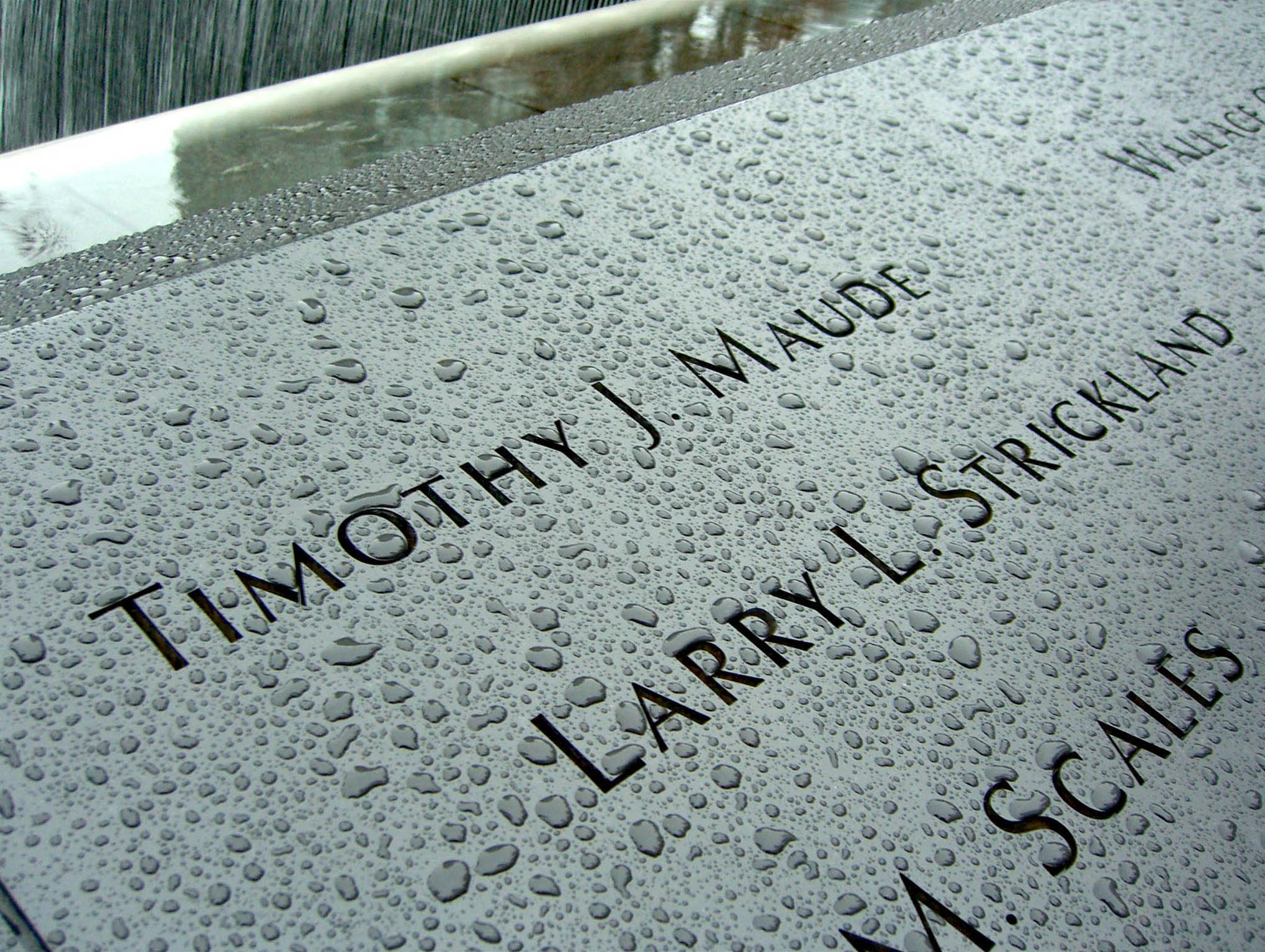
Tên ông trên Hồ Nam.

Vào ngày 11 tháng 9 năm 2001, Chuyến bay 77 đâm vào Lầu Năm Góc, tại khu vực ông làm việc. Ông đã gọi cho vợ mình, thông báo rằng tình hình không ổn tại khu vực mình làm việc. Ông hỏi mình lên làm gì để thoát ra khỏi khu vực và cúp máy.
Vợ ông nhận thi thể ông 8 ngày sau đó, ông được chôn cất tại Nghĩa trang Quốc gia Arlington vào ngày 6 tháng 10 năm 2001. Gần bảy tháng sau, vào ngày 30 tháng 4 năm 2002, Trung tâm Nguồn nhân lực Trung tướng Timothy J. Maude đã được khánh thành để vinh danh ông tại Trại lính Campbell ở Heidelberg, Đức, nơi ông phục vụ từ năm 1995 đến năm 1998 với tư cách là Phó Tham mưu trưởng phụ trách Nhân sự và Quản lý Cơ sở. Đó là nhiệm vụ cuối cùng của ông trước khi được điều động đến Washington, DC. Năm 2010, Bộ Tư lệnh Nguồn nhân lực Lục quân Hoa Kỳ đã đặt tên Trung tâm Xuất sắc mới của họ tại Fort Knox, Kentucky theo tên Maude.
Tại Đài tưởng niệm quốc gia ngày 11 tháng 9 , Maude được tưởng niệm tại Hồ Nam, số hiệu S-74. Các Hiệp sĩ Columbus đã đặt tên cho Hội đồng Timothy J. Maude là 10292 tại Wiesbaden, Đức để tưởng nhớ Maude.